# Aparato locomotor
El aparato locomotor es el conjunto de órganos que permite a los animales en general, y al ser humano en particular, interactuar con el medio que los rodea mediante la locomoción o movimiento voluntario. Sirve de sostén y protección al resto de órganos del cuerpo. Funciona en coordinación con el sistema nervioso, que es el que genera y transmite las órdenes motoras.
El aparato locomotor está formado por dos sistemas biológicos: 
- Sistema osteoarticular: es el elemento pasivo, está formado por los huesos, los cartílagos y los ligamentos articulares.
- Sistema muscular: es el elemento activo, formado por los músculos los cuales mediante los tendones se unen a los huesos y al contraerse provocan los movimientos corporales. [2]

## Sistema osteoarticular

### Huesos
El hueso es un órgano firme, duro y resistente que forma parte del endoesqueleto de los vertebrados. Está compuesto por tejidos duros y blandos. El principal tejido duro es el tejido óseo, un tipo especializado de tejido conectivo constituido por células (osteocitos) y componentes extracelulares calcificados. En un adulto hay 206 huesos en el cuerpo humano. Los huesos poseen una cubierta superficial de tejido conectivo fibroso llamado periostio y sus superficies articulares están cubiertas por tejido conectivo cartilaginoso. Los componentes blandos incluyen a los tejidos conectivos mieloide, tejido hematopoyético y adiposo (grasa) la médula ósea. El hueso también cuenta con vasos y nervios que, respectivamente irrigan e inervan su estructura.
Los huesos poseen formas muy variadas y cumplen varias funciones. Con una estructura interna compleja pero muy funcional que determina su morfología, los huesos son livianos aunque muy resistentes y duros. El conjunto total y organizado de las piezas óseas (huesos) conforma el esqueleto o sistema esquelético. Cada pieza cumple una función en particular y de conjunto en relación con las piezas próximas a las que está articulada.
Los huesos en el ser humano son órganos tan importantes como los músculos o el cerebro, con una amplia capacidad de regeneración y reconstitución. Sin embargo, vulgarmente se tiene una visión del hueso como una estructura inerte, puesto que lo que generalmente queda a la vista son las piezas óseas —secas y libres de materia orgánica— de los esqueletos tras la descomposición de los cadáveres.
Los huesos conforman el sistema óseo o esquelético. Actúan como soporte o armazón y por ello se consideran los órganos pasivos del movimiento. Permiten el movimiento del cuerpo en combinación con los músculos. Protegen los órganos internos como el cerebro, los pulmones y el corazón.

### Articulaciones

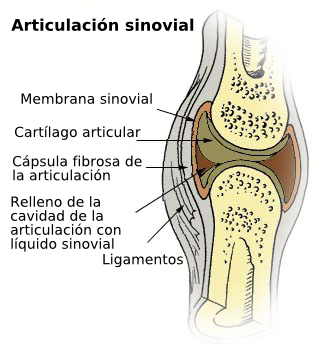
Componentes de una articulación.

En anatomía, una articulación es el punto de contacto entre dos huesos del cuerpo. Pueden clasificarse en diferentes tipos:
- Sinartrosis. También llamadas articulaciones fijas, pues en ellas no es posible el movimiento. Un ejemplo es la articulación que existe entre los diferentes huesos que forman el cráneo.

- Anfiartrosis. También llamadas articulaciones semimóviles. Presentan un tejido fibrocartilaginoso que une fuertemente los dos extremos óseos, pero permitiendo cierto grado de movilidad. Este tipo de articulación es la que se establece entre los cuerpos vertebrales de la columna.

- Diartrosis. También llamadas articulaciones móviles. Permiten amplios movimientos entre los dos extremos óseos gracias a la existencia de una cavidad articular que facilita la movilidad. Pueden dividirse a su vez en varios tipos.  La articulación del hombro es un ejemplo de diartrosis.

## Sistema muscular
Músculo es cada uno de los órganos contráctiles del cuerpo humano y de otros animales, formados por tejido muscular. Los músculos se relacionan íntimamente bien con el esqueleto, forman parte de la estructura de diversos órganos y aparatos. La unidad funcional y estructural del músculo es la fibra muscular.
El músculo es un tejido formado por células fusiformes constituidas por el sarcolema que es la membrana celular y el sarcoplasma que contienen los orgánulos, el núcleo celular, mioglobina y un complejo entramado proteico de fibras llamadas actina y miosina cuya principal propiedad, llamada contractilidad, es la de acortar su longitud cuando son sometidas a un estímulo químico o eléctrico. Estas proteínas tienen forma helicoidal o de hélice, y cuando son activadas se unen y rotan de forma que producen un acortamiento de la fibra. Durante un solo movimiento existen varios procesos de unión y desunión del conjunto actina-miosina.

## Movimientos corporales

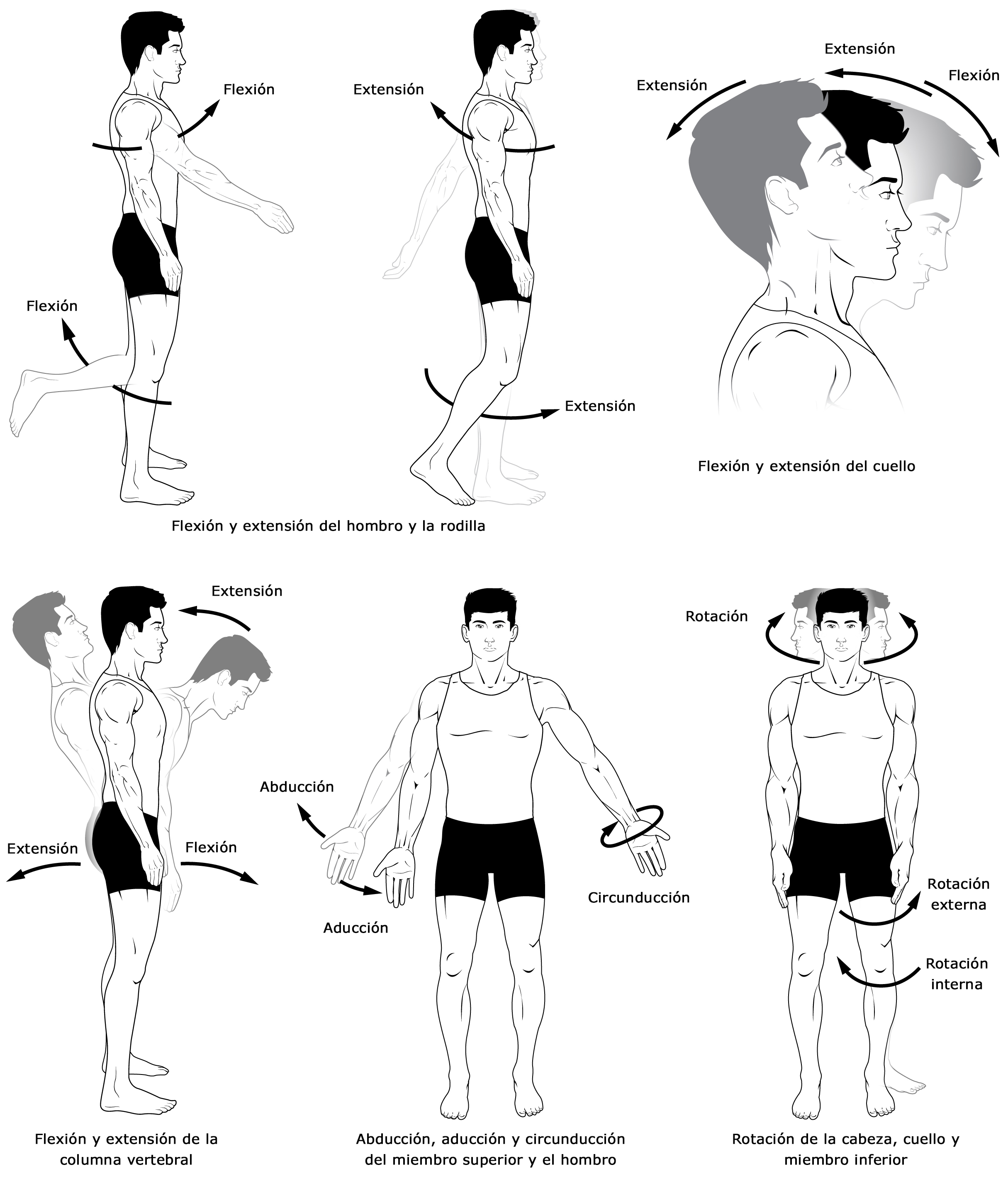
Movimientos corporales

Los movimientos corporales desde el punto de vista genérico son los siguientes:
- Flexión. Es el movimiento que disminuye el ángulo entre los huesos que forman una articulación. Por ejemplo la flexión del codo tiene lugar cuando se acerca la mano al hombro. Los músculos que realizan la flexión se llaman músculos flexores, por ejemplo el bíceps braquial.
- Extensión. Es el movimiento que aumenta el ángulo entre los huesos que forman una articulación. Por ejemplo la extensión del codo se produce al alejar la mano del hombro. Los músculos que realizan la extensión se llaman músculos extensores, por ejemplo el tríceps braquial.
- Abducción. Es el movimiento por el que una parte del cuerpo se aleja del plano de simetría medial. Los músculos que realizan la abducción se llaman músculos abductores.
- Aducción. Es el movimiento por el que una parte del cuerpo se aproxima al plano de simetría medial. Los músculos que realizan la aducción se llaman músculos aductores.
- Rotación interna. La rotación se define como el giro de un cuerpo sobre su propio eje. En la rotación interna, también llamada rotación medial el giro se produce hacia el eje central del cuerpo. La rotación interna, o rotación medial, se refiere a la rotación hacia el eje del cuerpo.
- Rotación externa. También llamada rotación lateral, es un movimiento similar al de rotación interna pero en sentido contrario, el giro se produce alejándose de la porción medial del cuerpo.
- Circunducción. La circunducción es un movimiento cónico de una extremidad que permite 360 grados de movimiento mediante la combinación de flexión, extensión, abducción y aducción. Solo es posible en algunas articulaciones como el hombro. En la circunducción el miembro realiza un movimiento cónico lo que lo diferencia de la rotación en la cual el giro tiene lugar alrededor del propio eje del hueso.

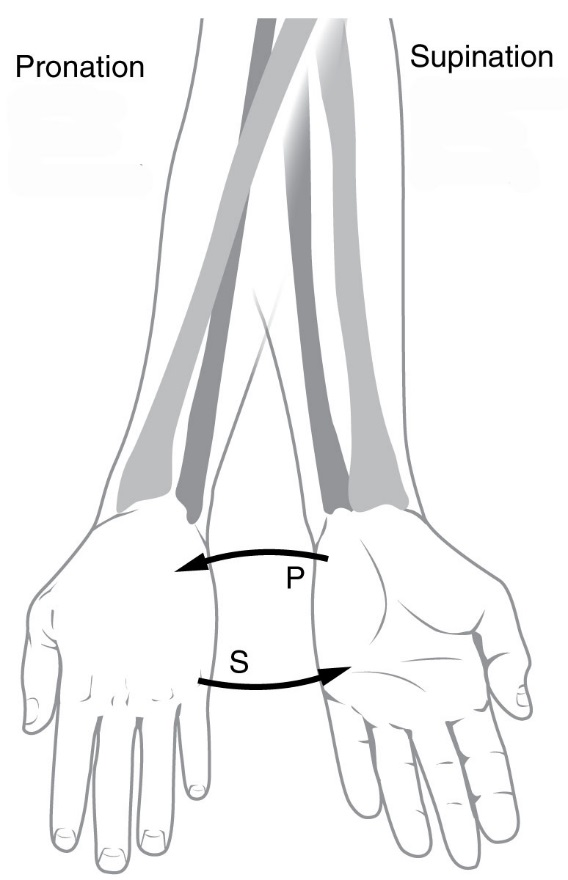
Pronación y supinación.

Otros movimientos específicos de ciertas localizaciones son los siguientes:
- Eversión: Es el movimiento que se produce al girar el tobillo de tal forma que la planta de un pie mire hacia el lado contrario de la situación del otro pie.
- Inversión: Es el movimiento opuesto a la eversión, consiste en girar un tobillo de tal forma que la planta del pie apunte en la dirección en que se encuentra el otro pie.
- Pronación: Consiste en girar el antebrazo de tal forma que la palma de la mano mire hacia abajo.
- Supinación: Es el movimiento contrario a la pronación, consiste en girar el antebrazo para que la palma de la mano mire hacia arriba.

## Posición anatómica
La posición anatómica estándar para el cuerpo humano que sirve para describir la localización de todas las estructuras es aquella en que el sujeto se sitúa de pie, mirando en dirección al observador, con los brazos extendidos a ambos lados del cuerpo y mostrando las palmas de las manos.